# 索斯尼夫卡 (杜納伊夫齊區)
48°52′50″N 27°1′6″E / 48.88056°N 27.01833°E
索斯尼夫卡（烏克蘭語：Соснівка）是位於烏克蘭西部赫梅利尼茨基州裏卡緬涅茨-波多利斯基區的杜納伊夫齊市鎮的村莊，面積0.88平方公里，海拔高度286米，2001年人口167，人口密度每平方公里190人。